# Douarnenez

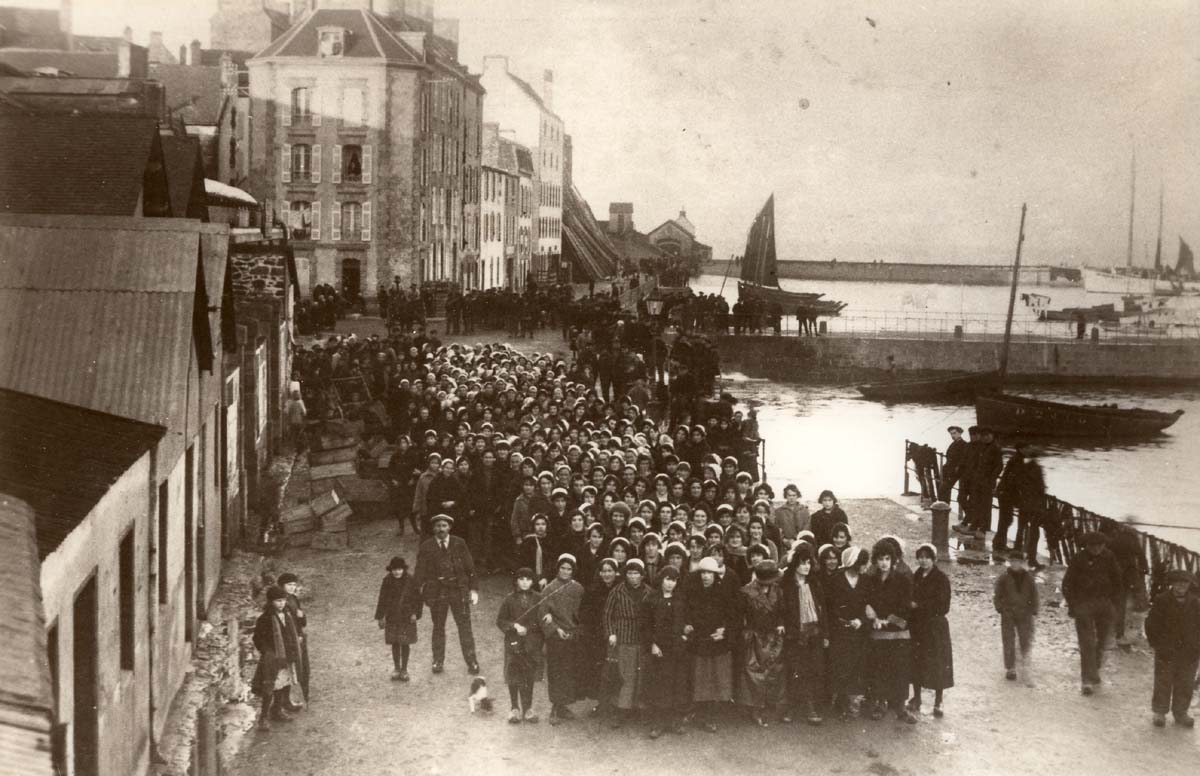
Streik der Sardinenarbeiterinnen im November 1924

Douarnenez ist eine Gemeinde im Westen Frankreichs im Département Finistère in der Region Bretagne.

## Geografie
Douarnenez liegt im Westen der historischen Region Cornouaille, etwa 25 Kilometer nordwestlich von Quimper, an der Mündung des Pouldavid-Ästuars am Südufer der Bai von Douarnenez. Die Gemeinde hat 14.188 Einwohner (Stand 1. Januar 2022) und eine Fläche von 24,94 km². Vor Douarnenez liegt die Felseninsel île Tristan.

## Geschichte
Aufgrund seiner sturmgeschützten Lage diente der Ort bereits den Römern als Hafen vor der schwierigen Passage nach Britannien. Auf die Nutzung des Ortes durch die römischen Soldaten geht auch die 1154 in al-Idrisis Tabula Rogeriana bezeugte Namensform Leones zurück. Darüber hinaus wurde hier auch Garum hergestellt, eine Fischsauce, die im gesamten römischen Reich für das Würzen von Speisen genutzt wurde.
Erst 1505 ist für die Ortschaft mit Douarnenectz ein Name bezeugt, der mit dem heutigen in Verbindung gebracht werden kann. Für die Etymologie gibt es zwei Deutungen. Entweder handelt es sich um eine weiterentwickelte Form von Tutuarn Enez, der bretonischen Form des ersten bezeugten Namens der Douarnenez gegenüberliegenden Île Tristan (Enez Tristan); dort wurde von dem Mönch Tutuarn ein Priorat gegründet. Diese Deutung vertritt unter anderem der Historiker Bernard Tanguy. Oder der Name bezeichnet den Ort als Douar an Enez („das Territorium bei der Insel“). Die heutige Namensform Douarnenez begegnet erstmals 1541.
Über die Jahrhunderte entwickelte sich die Stadt zu einem wichtigen Fischereihafen. Fast alle Männer und Jungen fuhren in Einmast-Booten zum Fischfang; die durchschnittliche Mannschaft bestand aus drei Mann. Es gab mehrere Hundert Boote, die zugleich in See stachen und ihre zumeist mit Lohe rotbraun gefärbten Segel hissten. Die Mannschaften blieben unter Umständen, je nach Fangmöglichkeit, mehrere Tage auf See und lebten dann von einem Stück Brot, mitgenommenem Wasser und Beifang, der auf einem kleinen Kocher im Boot gegart wurde. Bei Sonne, Wind oder Regen schützte sie lediglich Segeltuch-Kleidung, Hose und weites Oberteil, die zum Teil wie die Segel selbst mittels Baumharz wasserdicht gemacht worden waren. Nicht alle hatten Holzschuhe, viele waren barfuß. Die traditionellen in den Fabriken vermarkteten Fische waren Thunfisch und Sardine. Der Fischfang wurde durch kärgliche Landwirtschaft (Kohl, Kartoffeln, Getreide) auf sehr kleinen Parzellen ergänzt.
1641 führte der Jesuitenpriester Julien Maunoir in Douarnenez seine erste Mission durch.
Zu Wohlstand kam das Bürgertum im 19. Jahrhundert, als die Erfindung der Konservendose den Verkauf von Fisch in entfernte Regionen erlaubte. Die wichtigste Rolle spielte hierbei die Sardine, auf deren Konserven es ein französisches Monopol gab. Bis zur Mitte des Jahrhunderts hatten sich in der Stadt 40 Fischfabriken angesiedelt, in denen hauptsächlich Frauen und Mädchen Arbeit fanden, die sogenannten pennsardin. Als um 1880 plötzlich die Sardinenschwärme ausblieben, führte dies zu einer Depression mit Armut und Massenarbeitslosigkeit. Die weibliche Bevölkerung versuchte, mit Klöppel- und Häkelarbeiten, die als Auftragsarbeiten von Fabriken vergeben wurden, den Lebensunterhalt zu verdienen, andere verstärkten die handwerkliche Herstellung von Jod-Blöcken aus Algen (in gut ausgedachten Öfen, die heute noch an der Küstenlinie vorhanden sind), die dann an pharmazeutische Fabriken verkauft wurden. Mit neuen Fischereitechniken, größeren Booten und dank des Umstandes, dass nach 20 Jahren die Sardinenschwärme wieder die Küste aufsuchten, konnte sich die Fischereiindustrie erholen.  
1924–1924 organisierten sich die Arbeiterinnen der Fischkonservenfabriken zu großen Streiks unter dem bretonischen Kampfruf „Pemp real a vo“ (dt. Wir werden unsere 1 Franc 25 bekommen). Anführer der Streiks waren Joséphine Pencalet und Charles Tillon. Tillon verewigte den Streik auch als Maler. Der Parti communiste behielt danach einigen Einfluss in der Stadt. Heute ist Douarnenez auf Platz sechs der wichtigsten Fischereihäfen Frankreichs. Es gibt noch eine der alten Fischkonservenfabriken, die ihre Gourmetsardinen auch  exportiert.

## Der Hafen
Die Kennung des Heimathafens auf den Bootsrümpfen ist „DZ“. Im teilweise künstlich unter Flut gehaltenen „Port Rhu“ gibt es ein Museum zu den Themen der lokalen Fischerei- und Seehandelsgeschichte, hölzernen Segel-Arbeitsschiffen, und der internationalen Entwicklung im Bootsbau, vom Einbaum zum Hochseesegelschiff. Es fanden in den 1990er Jahren internationale Segelschiff-Meetings statt.

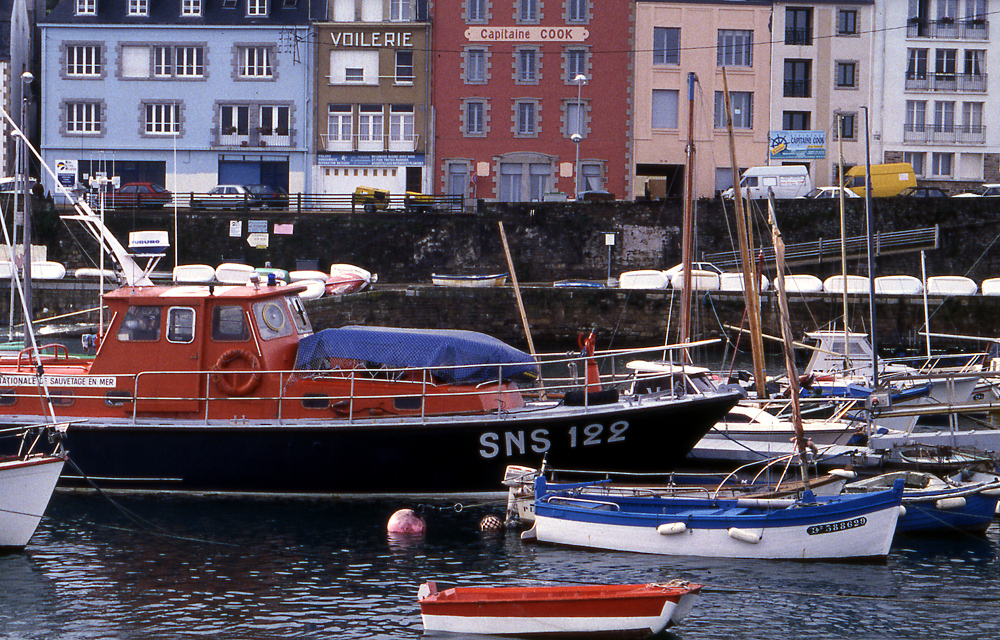
Hafen von Douarnenez

## Bevölkerungsentwicklung
| Jahr                       | 1962   | 1968   | 1975   | 1982   | 1990   | 1999   | 2006   | 2017   |
| Einwohner                  | 19.887 | 19.705 | 19.096 | 17.653 | 16.457 | 15.827 | 15.608 | 13.902 |
| Quellen: Cassini und INSEE |        |        |        |        |        |        |        |        |

## Wirtschaft
Douarnenez ist ein Fischereihafen. Früher wurden hauptsächlich Sardinen und Thunfisch gefischt – heute auch Makrelen, Kabeljau, Rochen, Petersfisch, Hummer, Seespinne und Scampi. Ferner hat die Gemeinde Seebäder (Tréboul u. a.) und ist ein Segelsportzentrum. Hauptsächlich werden Touristen durch die hier angebotene Thalasso-Therapie und die romantischen Küsten-Hochpfade angezogen.

## Sehenswürdigkeiten
Siehe auch: Liste der Monuments historiques in Douarnenez
Zu den Sehenswürdigkeiten von Douarnenez gehören die im 16. Jahrhundert erbaute Kirche Saint-Herlé in Ploaré mit gotischem Turm (1548–86) sowie die Kapellen Saint-Michel (1663–68 errichtet), Sainte-Hélène (17. Jahrhundert; im 18. Jahrhundert bedeutend umgebaut) und Sainte-Croix (17. Jahrhundert).

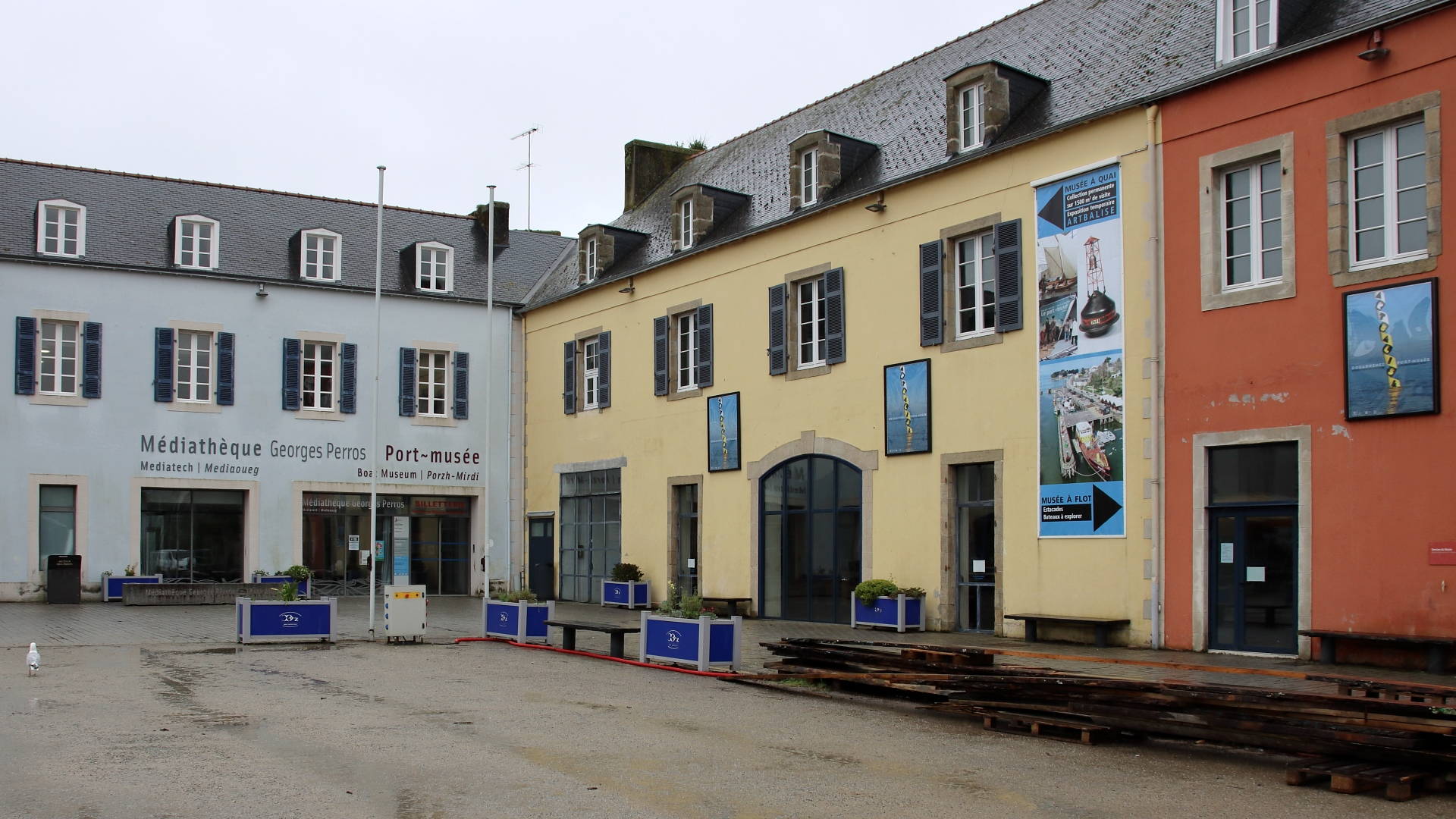
Die Gebäude des Hafenmuseums (Port musée)

Die Kirche des Sacré-Coeur in Douarnenez wurde im neogotischen Stil von Joseph Bigot zwischen 1874 und 1877 erbaut. Der Turm wurde erst 1939 fertiggestellt. Im Jahr 1878 schuf die in Nantes tätige Werkstatt von Heinrich Ely drei Glasmalerei-Fenster mit Szenen aus dem Leben der hl. Anna. Weitere Verglasungen stammen von Lobin (1883), Meuret (1895), Florence (1896–1899) und Mauméjean.
Seit 1993 präsentiert das Hafenmuseum (frz.: port-musée) seine Sammlungen, die zum Teil eine nationale Referenzsammlung ist, in einer ehemaligen Sardinen-Konservenfabrik am Port Rhu. Einige Schritte entfernt können im Sommerhalbjahr fünf im Port Rhu liegende Schiffe besichtigt werden.

## Persönlichkeiten

### In Douarnenez geboren
- Émile Chevé (1804–1864), Musiktheoretiker und Musikpädagoge
- Jean Marin, eigentlich Yves Morvan (1909–1995), Journalist und Widerstandskämpfer
- Jean-Pierre Darchen (* 1940), Fußballspieler
- Ronan Pensec (* 1963), Straßenradrennfahrer
- Bob Sinclar (* 1969), House-DJ und Produzent
- Élodie Coppola (* 1983), Fußballschiedsrichterassistentin
- Mathieu Deldicque (* 1987), Kunsthistoriker
- Jérémy Kapone (* 1990), Schauspieler
- Jérémy Bescond (* 1991), Radrennfahrer

### In Douarnenez gestorben
- Jean Marie Le Bris (1817–1872), Luftfahrtpionier
- Noël Roquevert (1892–1973 in Douarnenez), Schauspieler
- Anita Conti (1899–1997), Fotografin, Meereskundlerin

### Mit Douarnenez verbunden
- Charles Tillon (1897–1993), Politiker (PCF), Gewerkschafter und Résistance-Mitglied
- Georges Perros (1923–1978), Schriftsteller und Dichter
- Christian Gourcuff (* 1955), Fußballspieler und -trainer, vor der Profikarriere als Spieler Gas d’Ys de Treboul